# Joanna Cameron
Pour les articles homonymes, voir Cameron.
Joanna Cameron, parfois créditée avec l'orthographe JoAnna Cameron, née le 20 septembre 1948 à Greeley dans le Colorado et morte le 15 octobre 2021 à Oahu dans l'État d'Hawaï, est une actrice et mannequin américaine. Elle est essentiellement connue pour son rôle d'Isis dans la série Isis.

## Séries télévisées

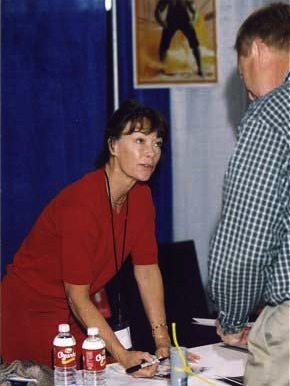
JoAnna Cameron en 2006.

- 1969 : The Bold Ones: The New Doctors : Jan Speiser
- 1969 : Médecins d'aujourd'hui (Medical Center) : Lainie Jeffries
- 1969 : Daniel Boone : Kellie
- 1970 : Les Règles du jeu (The Name of the Game) : Carole Crown
- 1970-1972 : Docteur Marcus Welby (Marcus Welby, M.D.) : Infirmière Anne MacAndrews / Carolyn Kingsley
- 1971 : The Bob Hope Show : rôle sans nom
- 1971 : Love, American Style : Pam Cochran
- 1971 : Coup double (The Partners) : Sergent Kelly
- 1972 : Search : Laura Day
- 1974 : Columbo : Lorna McGrath
- 1975 : Switch : Jenny Brown
- 1975-1976 : Shazam! : Isis
- 1975-1976 : Isis : Andrea Thomas / Isis
- 1977 : Gibsville : rôle sans nom
- 1977 : McMillan (McMillan and Wife) : Vanessa Vale
- 1978 : The Amazing Spider-Man : Gale Hoffman
- 1978 : Switch : Jenny Brown

## Films de télévision
- 1971 : The Last of the Powerseekers : Belinda Hastings
- 1973 : A Time for Love de George Schaefer et Stirling Silliphant : Mini
- 1974 : Sorority Kill de Gloria Monty : rôle sans nom
- 1974 : Night Games de Don Taylor : Thelma Lattimer
- 1974 : It Couldn't Happen to a Nicer Guy de Cy Howard : Wanda Olivia Wellman
- 1976 : High Risk de Sam O'Steen : Sandra
- 1980 : Swan Song de Jerry London : Karen

## Films de cinéma
- 1969 : How to Commit Marriage de Norman Panama : Nancy Benson
- 1970 : Une certaine façon d'aimer (I Love My Wife) de Mel Stuart : Infirmière Sharon
- 1971 : Si tu crois fillette (Pretty Maids All in a Row) de Roger Vadim : Yvonne
- 1971 : B.S. I Love You de Steven Hilliard Stern : Marilyn / Michelle